# Мазан-л’Аббеи
Маза́н-л’Аббеи́ (фр. Mazan-l'Abbaye, окс. Mazan l'Abbaye) — коммуна во Франции, находится в регионе Рона — Альпы. Департамент коммуны — Ардеш. Входит в состав кантона Монпеза-су-Бозон. Округ коммуны — Ларжантьер.
Код INSEE коммуны — 07154.

## Население
Население коммуны на 2008 год составляло 136 человек.
| 1962 | 1968 | 1975 | 1982 | 1990 | 1999 | 2008 |
| ---- | ---- | ---- | ---- | ---- | ---- | ---- |
| 293  | 356  | 280  | 229  | 210  | 163  | 136  |

## Экономика
В 2007 году среди 83 человек в трудоспособном возрасте (15—64 лет) 63 были экономически активными, 20 — неактивными (показатель активности — 75,9 %, в 1999 году было 69,1 %). Из 63 активных работали 58 человек (34 мужчины и 24 женщины), безработных было 5 (3 мужчин и 2 женщины). Среди 20 неактивных 6 человек были учениками или студентами, 8 — пенсионерами, 6 были неактивными по другим причинам.

## Фотогалерея
- Руины аббатства Мазан
- Карта коммуны